# بوليفيا في الألعاب الأولمبية الصيفية 2012
بوليفيا في الألعاب الأولمبية الصيفية 2012من المقرر ان تدخل بوليفيا للمنافسة في دورة ألعاب أولمبية صيفية 2012، لندن المملكة المتحدة، في الفترة من 27 يوليو - 12 أغسطس 2012. وستشارك ب 5 رياضي في 3 رياضة